# Lambres-lez-Douai
Lambres-lez-Douai település Franciaországban, Nord megyében. Lakosainak száma 4902 fő (2022. január 1.). Lambres-lez-Douai Douai, Sin-le-Noble, Courchelettes, Cuincy, Férin, Brebières és Corbehem községekkel határos.

## Népesség
A település népességének változása:
| Lakosok száma | 5073 | 5112 | 5259 | 5125 | 5071 | 5007 | 4953 | 4926 | 4902 |
|               | 2013 | 2015 | 2016 | 2017 | 2018 | 2019 | 2020 | 2021 | 2022 |